# Propalticus japonicus
Propalticus japonicus is een keversoort uit de familie Propalticidae. De wetenschappelijke naam van de soort is voor het eerst geldig gepubliceerd in 1966 door Nakane.